# Porcelain Heart
"Porcelain Heart" er hovedsinglen fra Opeths album Watershed fra 2008. Endnu en sang, "Mellotron Heart" blev indspillet og findes på begrænsede udgaver af Watershed, og er en alternativ version af "Porcelain Heart" spillet på mellotron og synthesizere. 

## Musikvideo
En musikvideo for sangen er blevet spillet ofte på MTV2's Headbangers Ball. Videoudgaven af sangen er beskåret og varer kun lidt over fem minutter, i modsætning til den normale udgaves otte minutter. Musikvideoen er instrueret af Lasse Hoile, som også har arbejdet på musikvideoer med Porcupine Tree. Videoen viser en gammel mand, som mindes sin tid i et palæ med to kvinder da han var yngre. Det afsløres i løbet af musikvideoen at han dræbte begge kvinder.

## Spor
1. "Porcelain Heart" – 8:00
2. "The Lotus Eater" – 8:50

| Musik | Spire Denne musikartikel er en spire som bør udbygges. Du er velkommen til at hjælpe Wikipedia ved at udvide den. |